# 5361 Goncharov
5361 Goncharov eller 1976 YC2 är en asteroid i huvudbältet som upptäcktes den 16 december 1976 av den ryska astronomen Ljudmila Tjernych vid Krims astrofysiska observatorium på Krim. Den är uppkallad efter den ryske författaren Ivan Gontjarov.
Asteroiden har en diameter på ungefär 23 kilometer och den tillhör asteroidgruppen Nocturna.